# Tebas (Egito)
Tebas (em antigo egípcio wꜣst, waset em grego clássico: Θῆβαι; romaniz.: Thēbai) foi uma cidade do Antigo Egito. Localizada a 800 km do delta do Nilo a sul de Alexandria. Foi capital do reino durante o Império Novo (c. 1550 a.C. - 1070 a.C.). Foi, posteriormente, a capital das províncias romanas de Tebaida e da Tebaida Superior. Hoje, nas suas proximidades, ergue-se a cidade de Luxor. Tebas e a sua Necrópole foram classificados Património Mundial da Organização das Nações Unidas para a Educação, a Ciência e a Cultura em 1979.

## História
No período do Novo Império, Tebas viveu seu auge, atraindo boa parte da riqueza do Egito e das terras então conquistadas. À medida em que experimentou sua decadência, o centro do poder se deslocou para o delta do Nilo. A cidade, então, tornou-se, durante o século XI a.C., uma entidade política separada sob o domínio sacerdotal. Em 661 a.C., Tebas foi saqueada pelos assírios, um evento relatado na Bíblia (Livro de Naum, capítulo 3, versículos 8-10). 
Com a conquista do Egito por Alexandre, o Grande no século IV a.C. e a posterior colonização grega patrocinada pela dinastia Ptolomaica (faraós também de origem grega), a cidade recebeu o nome sob o qual ainda é popularmente conhecida, uma referência à cidade de Tebas original, localizada na Grécia.
Em 29 a.C., momento em que os romanos estavam se tornando senhores do Egito, foi a vez de estes saquearem o local. Finalmente, em 20 a.C., um visitante grego relatou apenas algumas aldeias dispersas no terreno outrora centro do poder dos faraós. Somente no século VII, com a ocupação árabe, é que a região voltou a ter algum destaque, com a construção da moderna Luxor.

## Mitologia grega
Na mitologia grega, Tebas, cidade de cem portas, foi fundada por Agenor, no período de nove anos em que ele habitou Mênfis. Higino, porém, menciona uma Tebas na Índia, fundada por Júpiter, e que seria chamada de hecatompylae por ter cem portas. A cidade grega de Tebas tem este nome porque o oráculo de Delfos mandou Cadmo, filho de Agenor, colocar o mesmo nome que a cidade egípcia.

## Templos

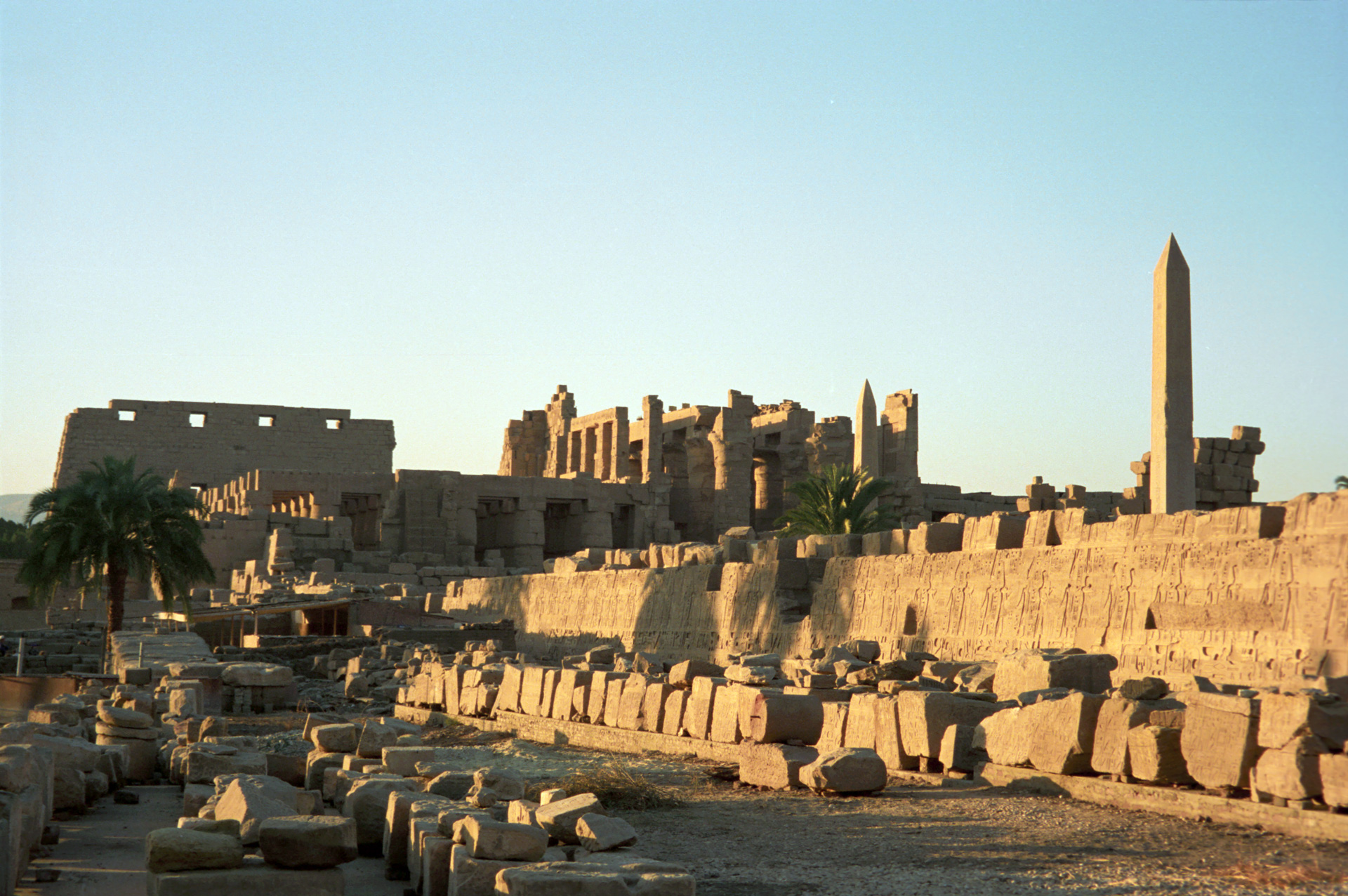
Templo de Karnak
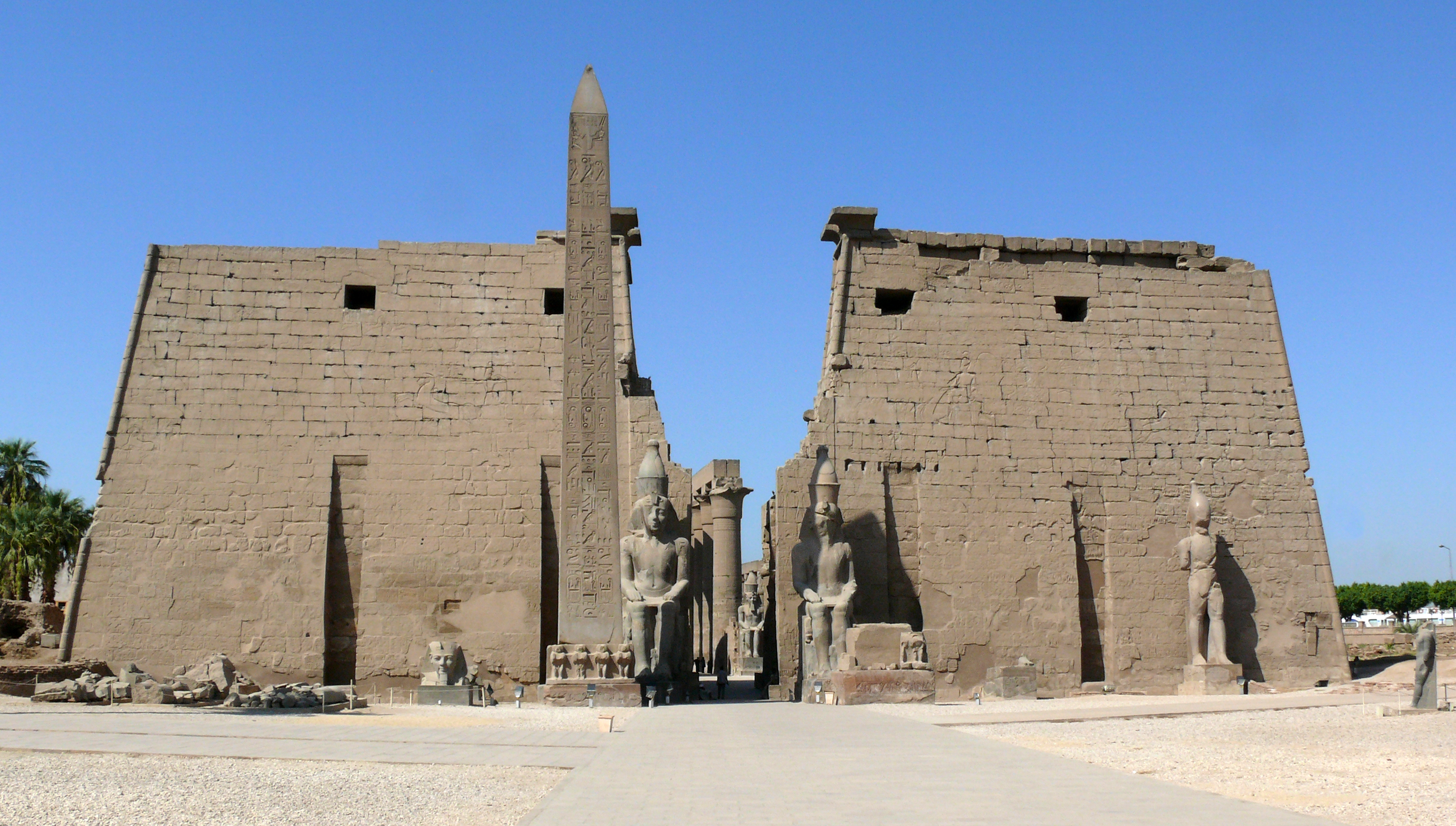
Templo de Luxor
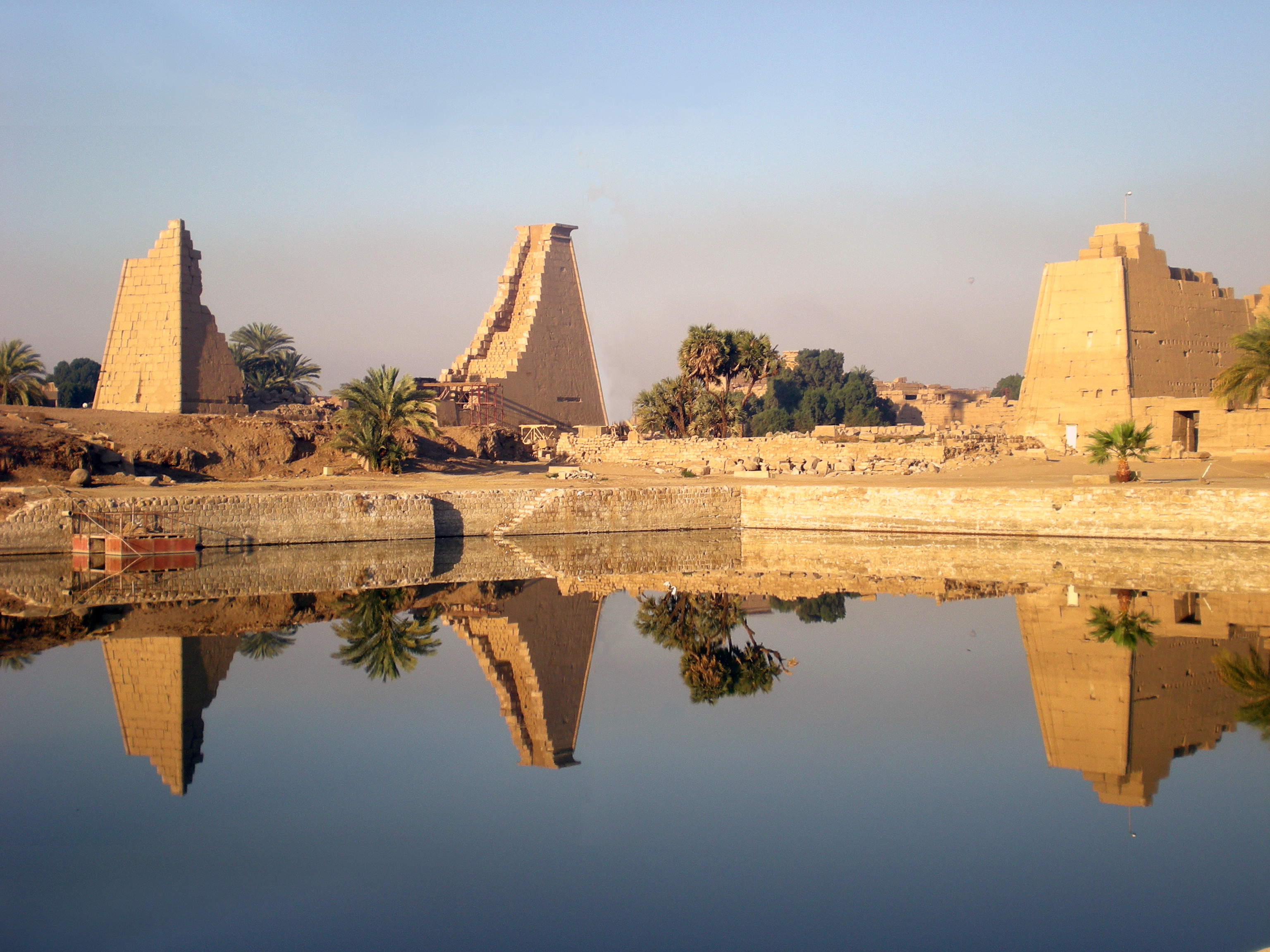
Recinto de Amon-Rá
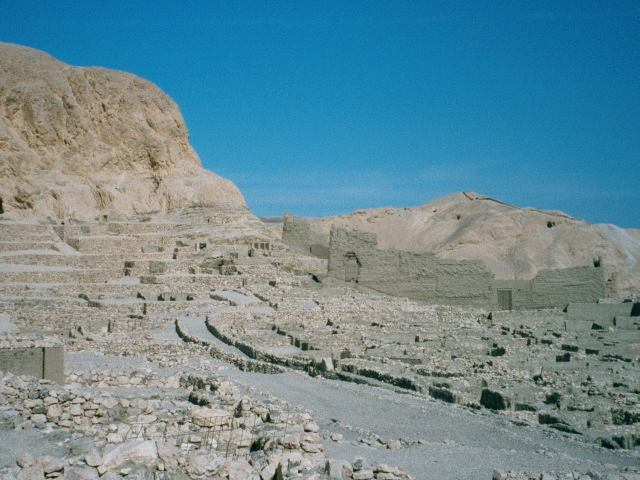
Deir Almedina
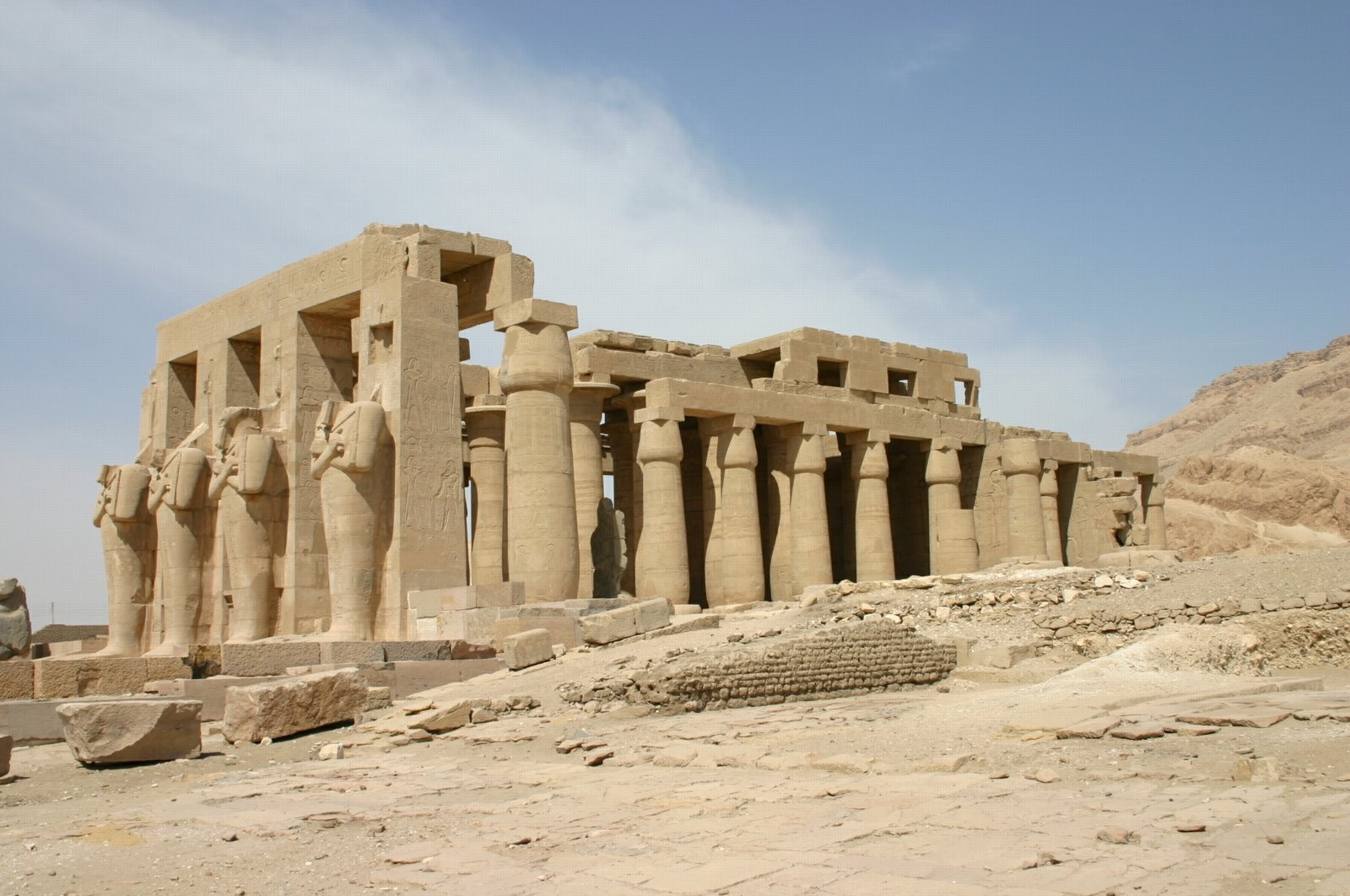
Ramesseum

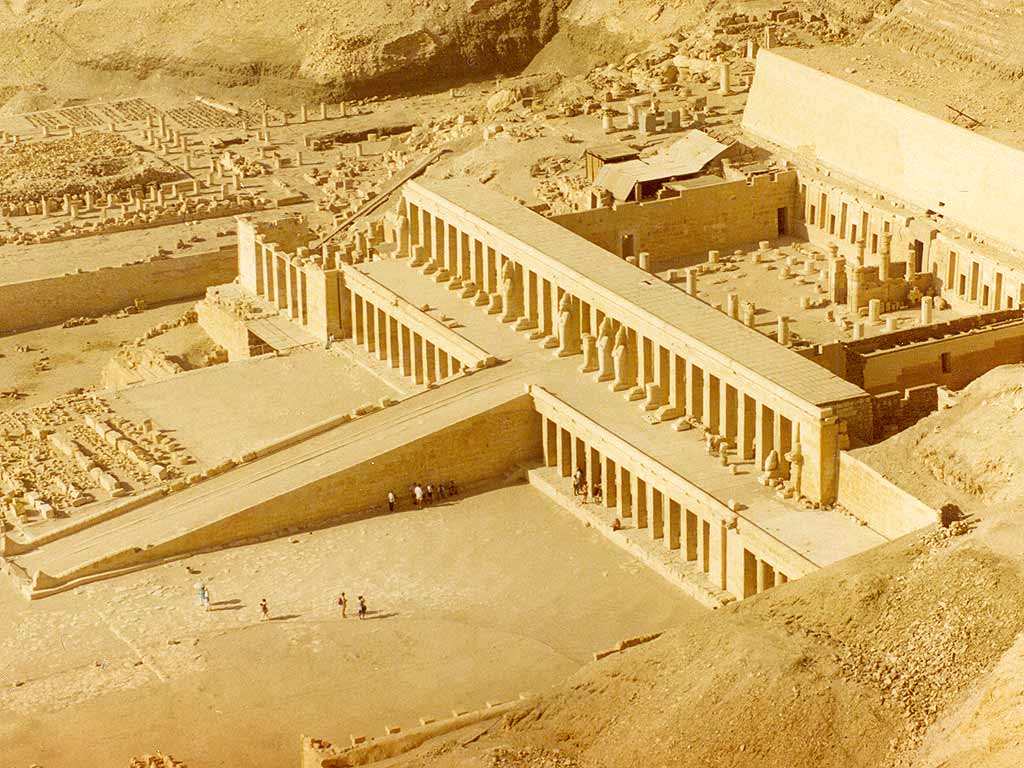
Templo mortuário de Hatshepsut
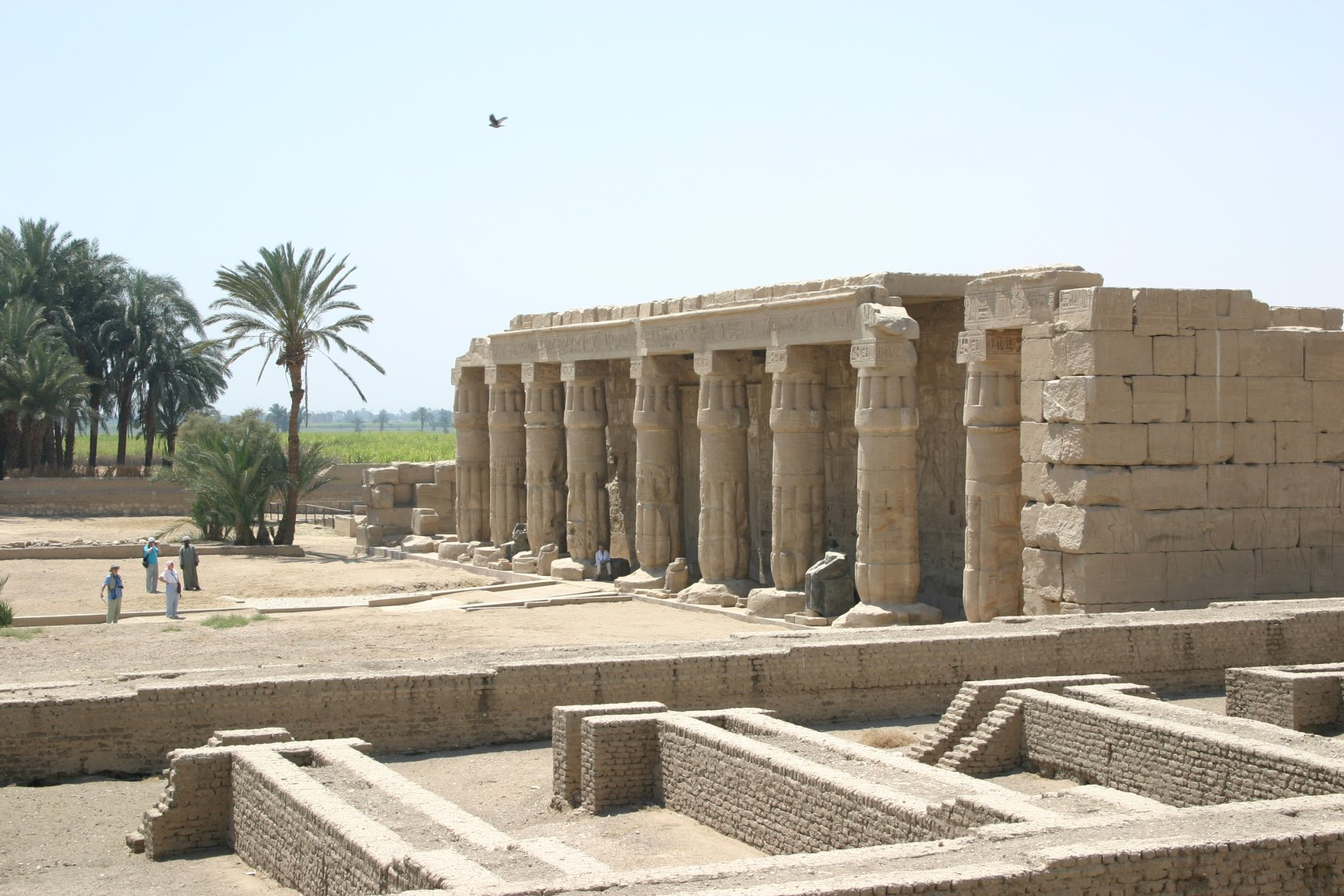
Templo mortuário de Seti I
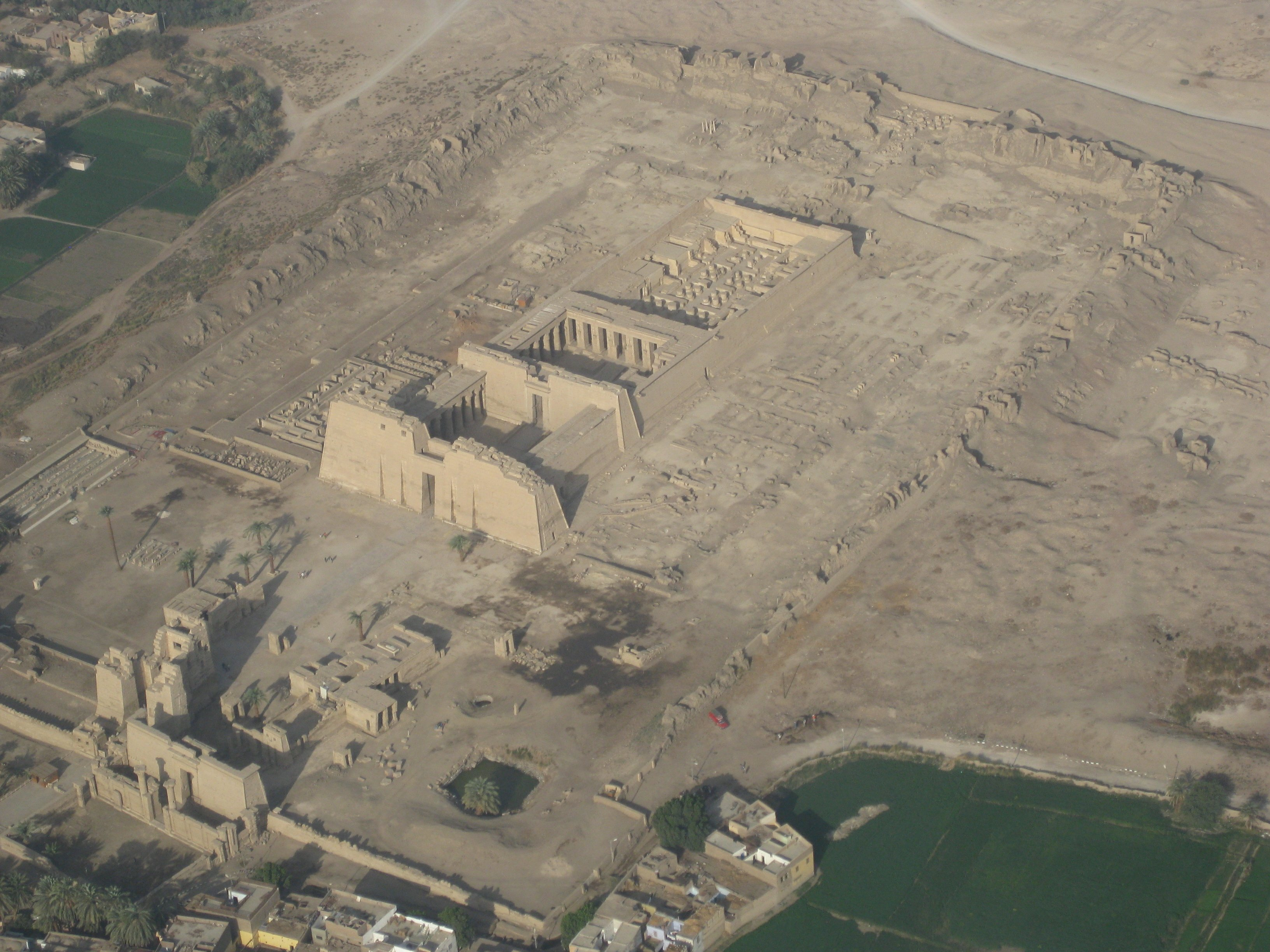
Templo Mortuário de Ramessés III
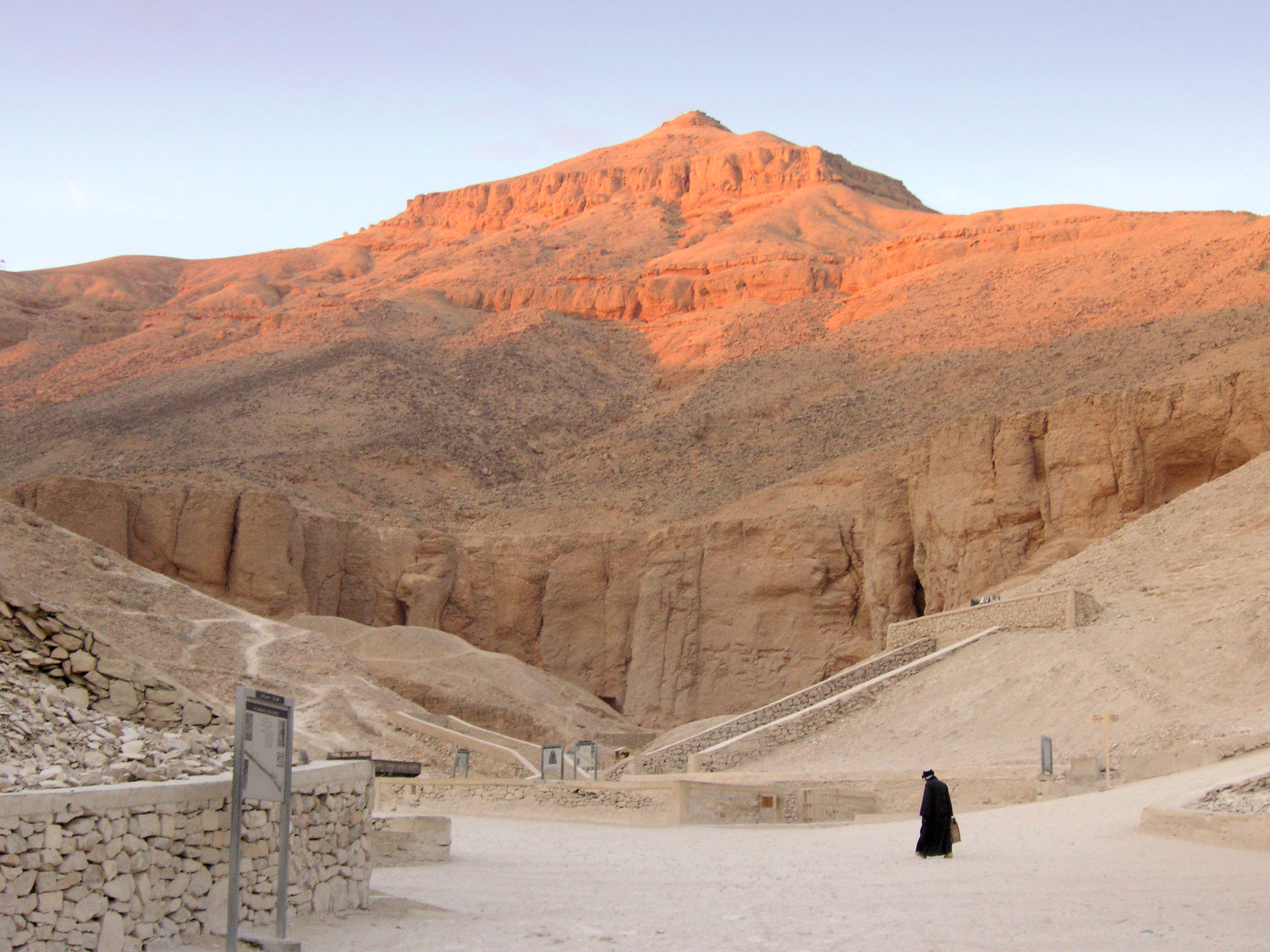
Vale dos Reis
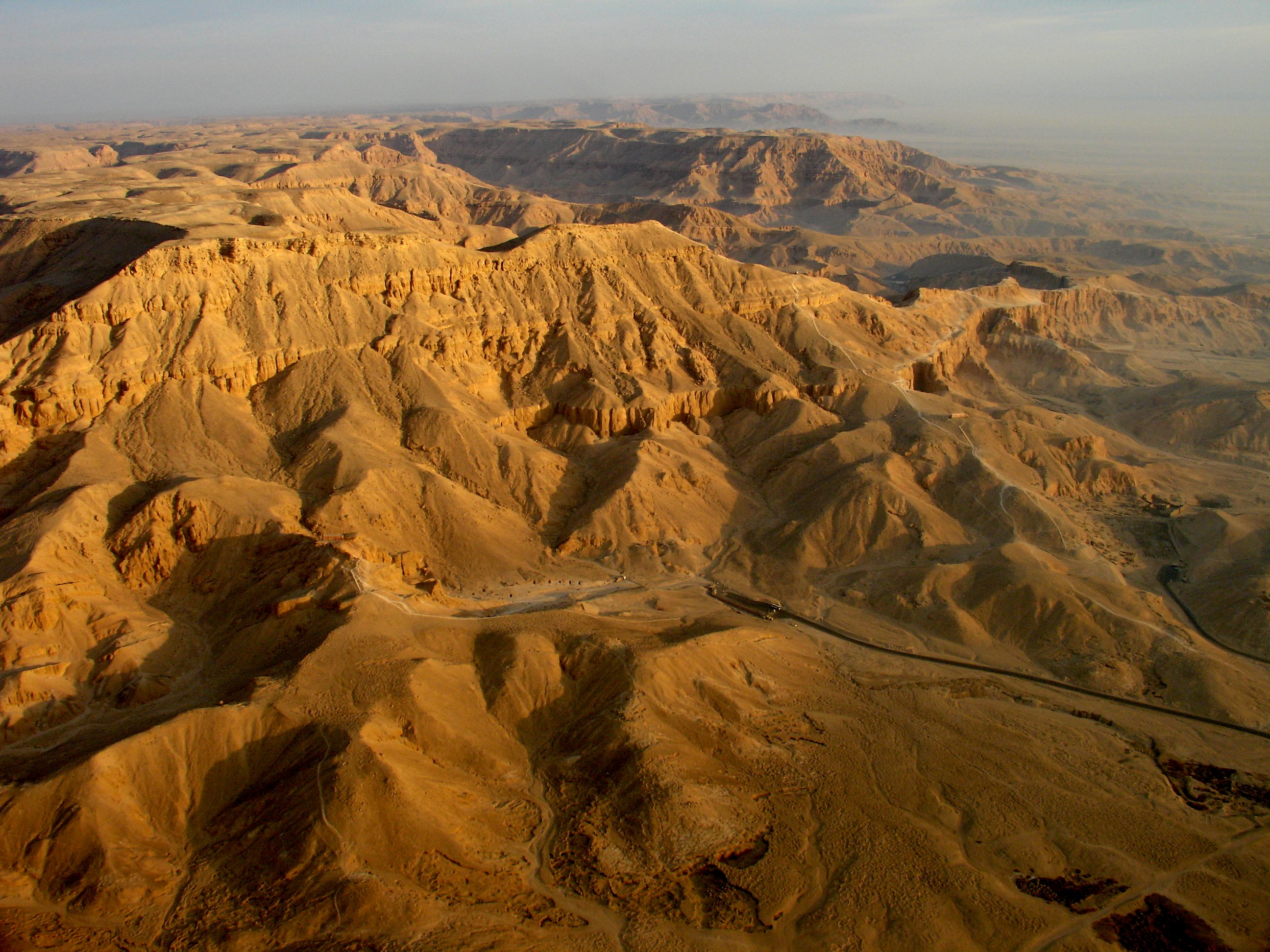
Vale das Rainhas